# Talonas
El talonas (ISO 4217 codi LTT) va ser una moneda temporal que va circular a Lituània entre 1991 i 1993. Va substituir el ruble soviètic a la vegada el 1991, i va ser substituït pel litas, a raó de 100 talonas = 1 litas el 1993. El talonas només es va publicar en paper moneda.

## La primera reforma
A començaments d'agost de 1991, com a resposta a les queixes del públic sobre la inflació, el Govern de Lituània va presentar el talonas (en plural "talonai", de vegades traduït com "cupó"). Va ser una reforma ràpida i imprevista portada a terme pel primer ministre Gediminas Vagnorius. Al començament, semblaven molt similars als cupons de racionament: cada persona va rebre el 20% del seu sou en talonas fins a un màxim de 200 talonas. Per a la compra de béns distints dels aliments, una persona havia d'haver pagat el mateix preu en rubles i en talonas –per exemple, si un parell de sabates costava 50 rubles, una persona havia de pagar 50 rubles i 50 talonas per comprar-los–.
Aquest sistema va ser àmpliament criticat. En primer lloc, de cap manera es va dirigir als motius pels que se'ls havia introduït, per reduir l'escassetat de béns, és a dir, no va sercapaç de promoure l'oferta, sinó que només va limitar la demanda. A més a més, la demanda de productes cars com electrodomèstics) va caure bruscament perquè la gent necessitava molt de temps per acumular la quantitat necessària de talonas per comprar-los. Va danyar encara més la producció ja amb problemes i la cadena de subministraments es va veure més perjudicada encara. A més a més, aquest esquema no va poder evitar la hiperinflació del ruble, perquè el talonas no era una moneda independent, sinó que era una moneda complementària amb una taxa de canvi fix amb el ruble. El sistema va intentar animar els lituans a un estalvi del 80% dels seus salaris. Però la gent acumulava els seus rubles i no tenia on gastar-los. Això va conduir la inflació dels béns que no requereixen talonas com aliments o productes en el mercat negre.

## La segona reforma
L'estiu de 1992, tothom preveia que el talonas en breu seria reemplaçat per una moneda permanent, el litas. Lituània estava en una situació d'extrema falta de diners en efectiu –a alguns treballadors se'ls pagava en béns i no en diners–. A més a més, les monedes del litus ja s'havien començat a encunyar el 1991, també s'estaven imprimint bitllets des d'aquell mateix any a l'estranger i començaven a enviar-se a Lituània. Tanmateix, l'1 de maig 1992 es va decidir tornar a introduir la talonas com una moneda independent, de caràcter temporal a circular al costat del ruble soviètic amb l'esperança de combatre la inflació. Creant un sistema de doble moneda. L'1 d'octubre de 1992, el ruble va ser completament abandonat i substituït pel talonas. Lituània va ser l'últim dels estats bàltics a abandonar el ruble. Els terminis per introduir el litas s'ajornaven contínuament sense explicacions clares.
Dit «Vagnorkės», fent referència al Primer Ministre Gediminas Vagnorius o «Tiquets de Zoològic» amb referència als animals típics de Lituània que figuraven als bitllets, el talonas mai no va guanyar la confiança del públic. Els bitllets eren petits i eren impresos en paper de baixa qualitat. La gent era refractària a emprar-los. Tanmateix, el talonas va complir el seu propòsit: la inflació en el moment va ser més gran a Rússia que a Lituània, és a dir, s'estava aturant l'espiral inflacionista, mentre que a la Federació Russa pujava. La inflació en 1992 va augmentar de manera constant a causa d'un nou creixement dels preus de l'energia després que Rússia va augmentar preus del petroli i la gasolina a nivells mundials i exigint el seu pagament en monedes fortes.
El 25 de juny de 1993, el litas es va introduir a raó d'1 litas = 100 talonas. Els bitllets de talonas, una vegada desmonetizats, es van reciclar i van ser destinats cap a la producció de paper higiènic.

## Bitllets

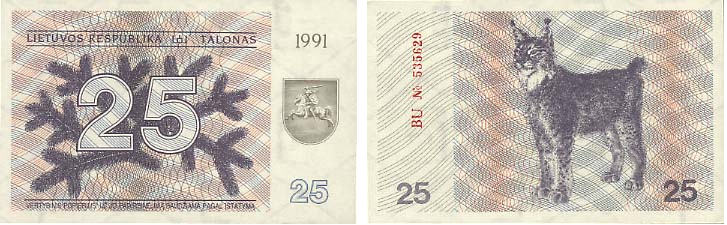
25 talonas
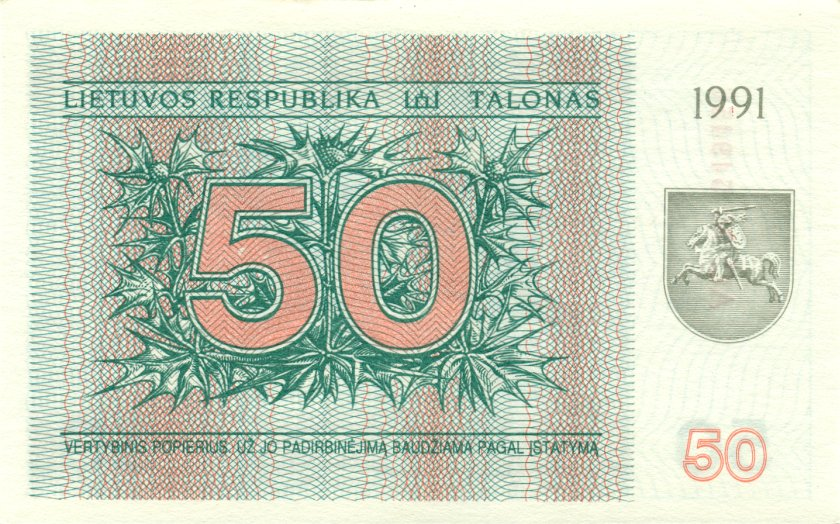
50 talonas
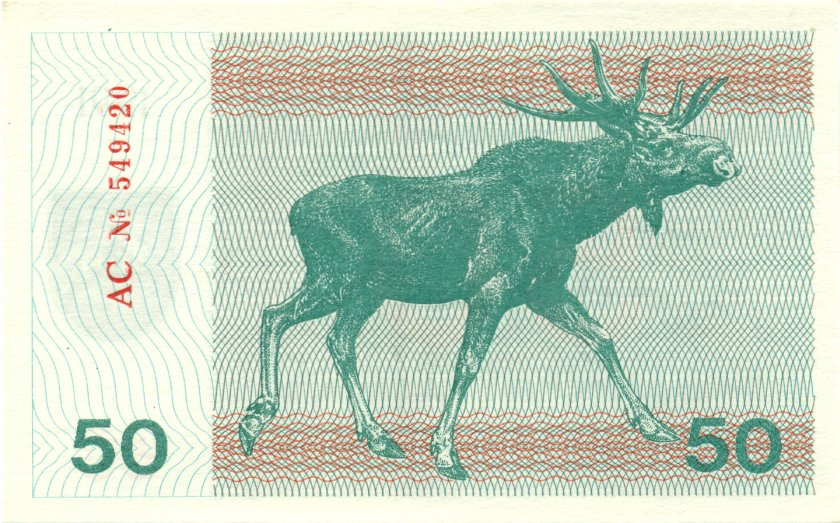
50 talonas

El 1991, es va publicar paper moneda en denominacions de 0,10, 0,20, 0,50, 1, 3, 5, 10, 25, 50 i 100 talonas.

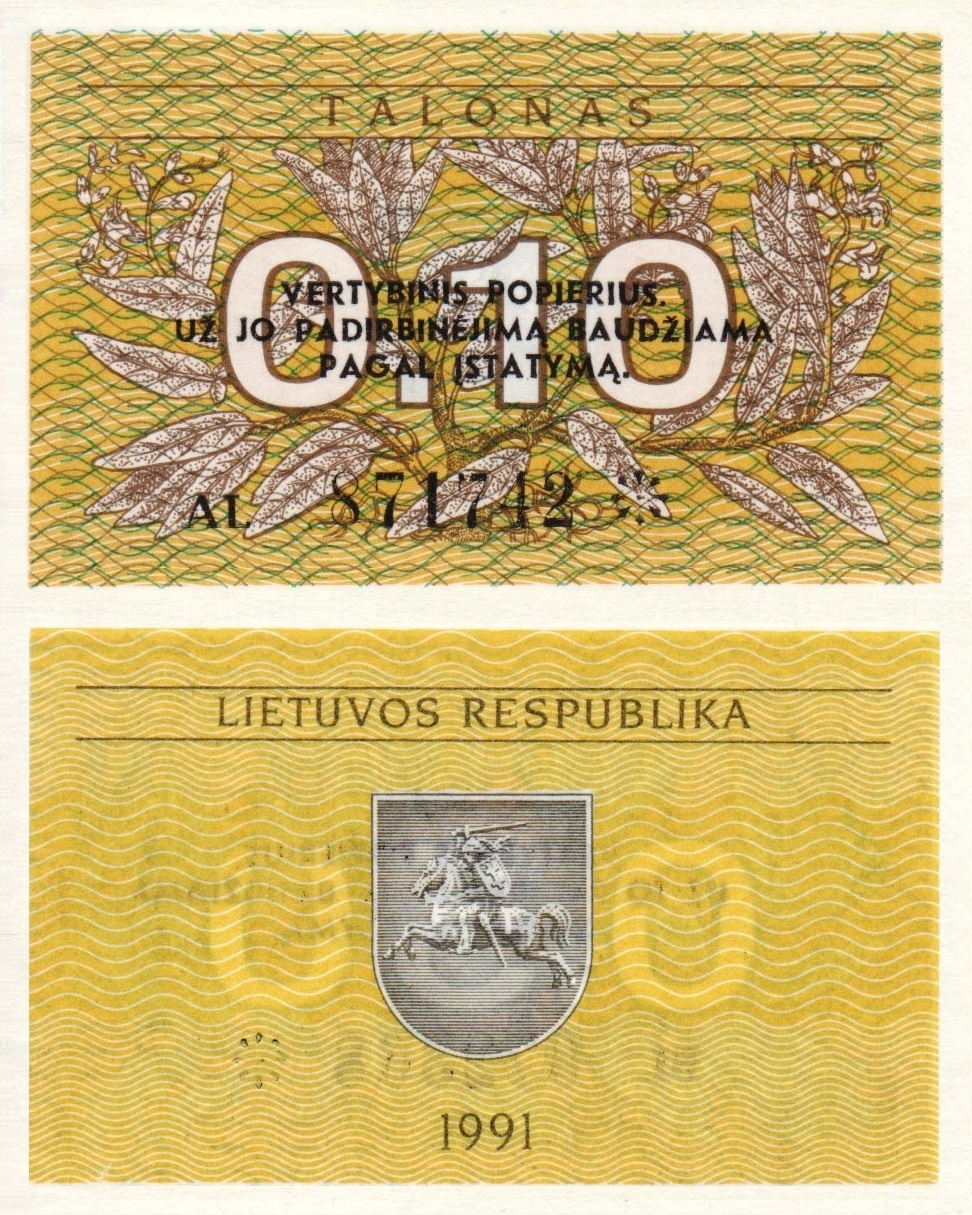
0,1 talonas
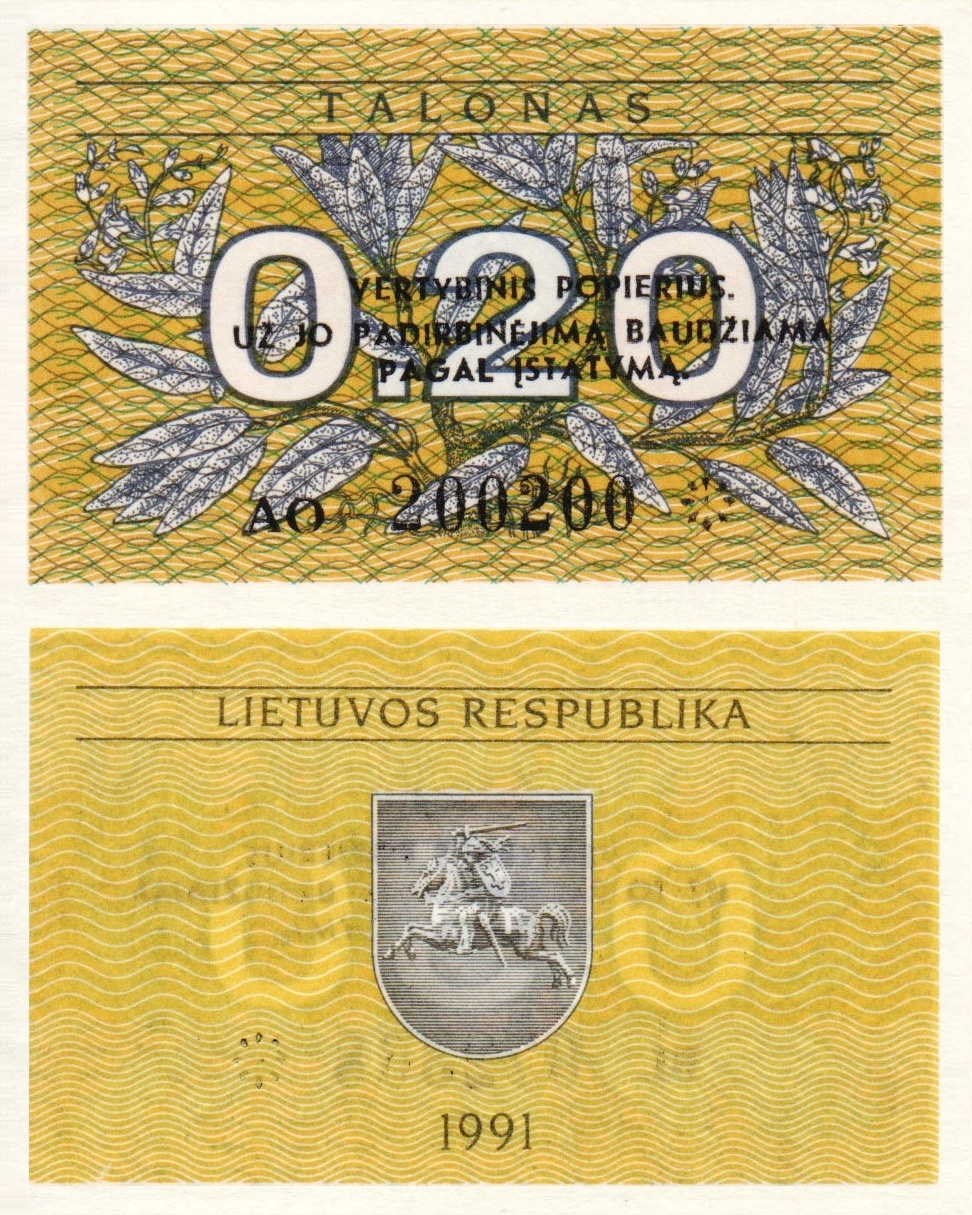
0,2 talonas
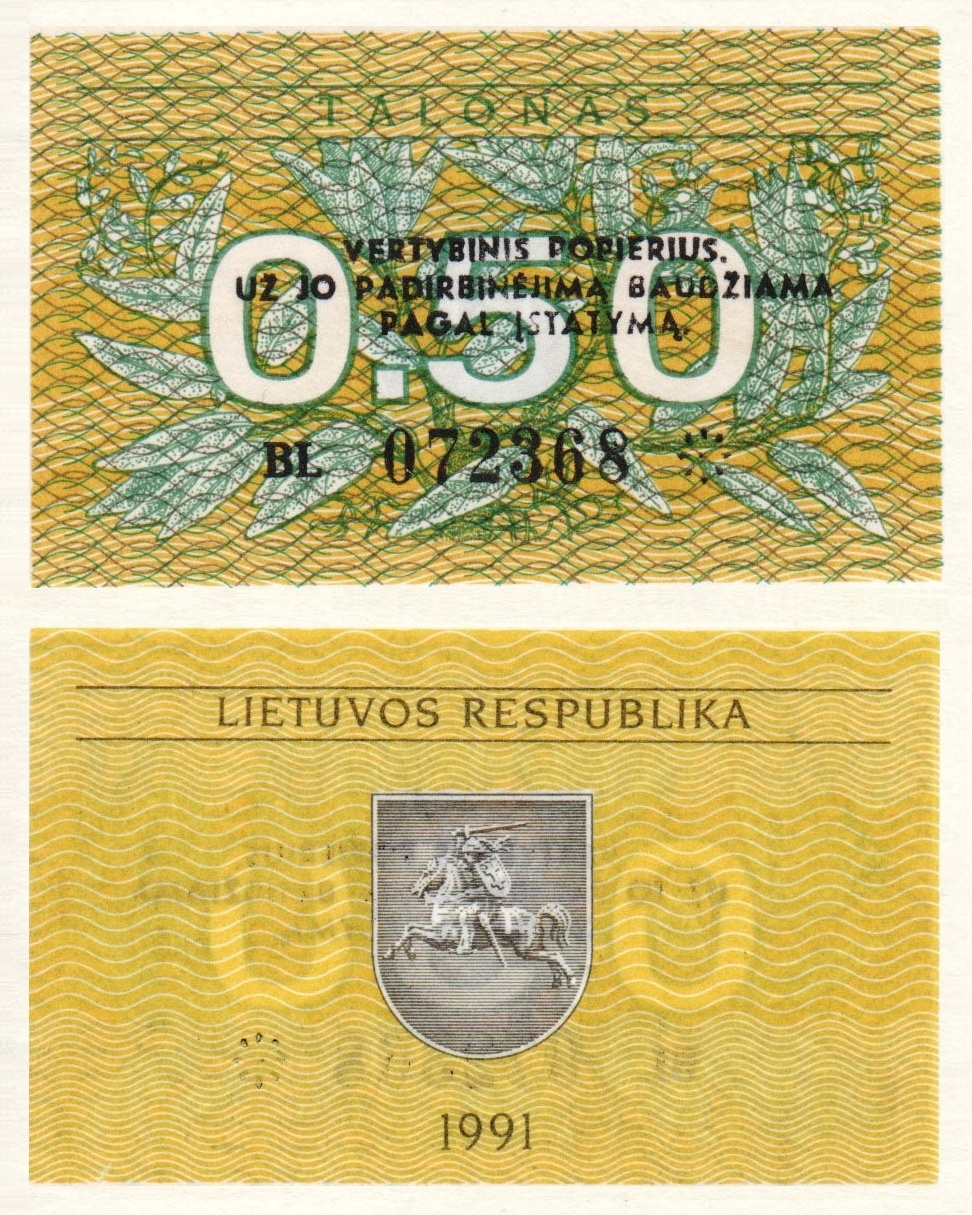
0,5 talonas

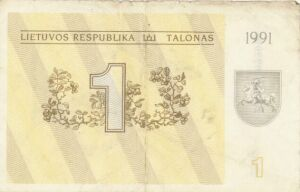
1 talonas
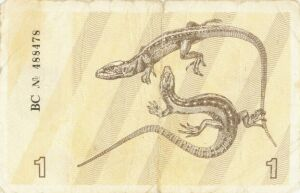
1 talonas
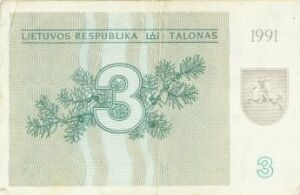
3 talonas
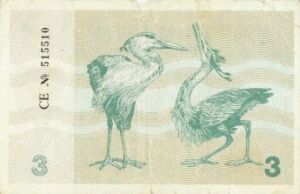
3 talonas

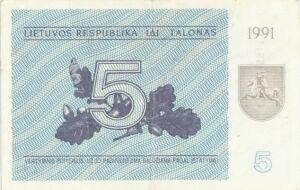
5 talonai
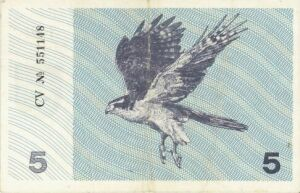
5 talonai
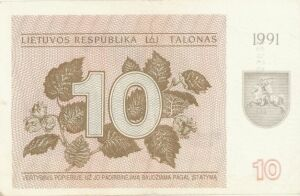
10 talonų
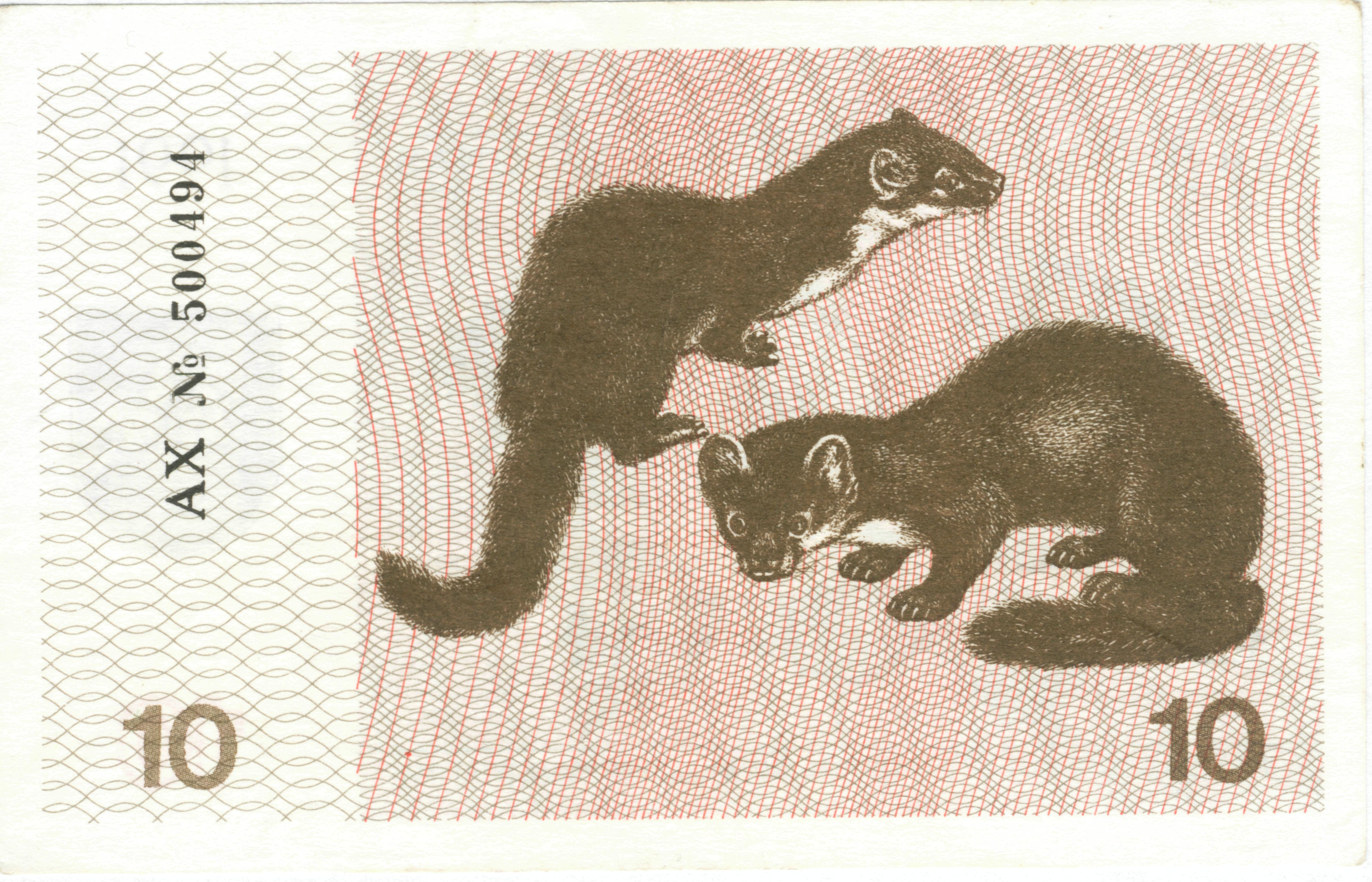
10 talonų

- 25 talonas
- 50 talonas
- 50 talonas

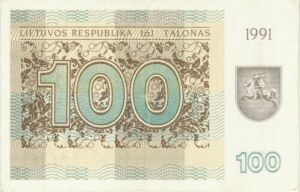
100 talonas
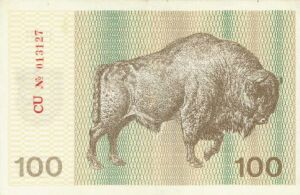
100 talonas

El 1992, es van emetre bitllets amb valors d'1, 10, 50, 100, 200 i 500 talonas.

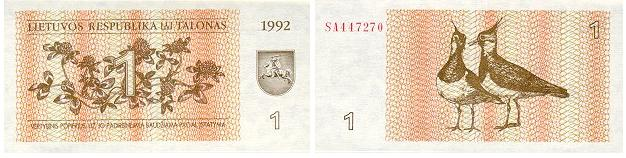
1 talonas
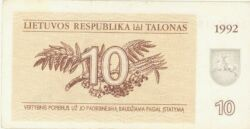
10 talonas
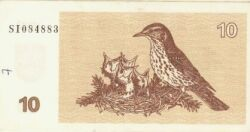
10 talonas
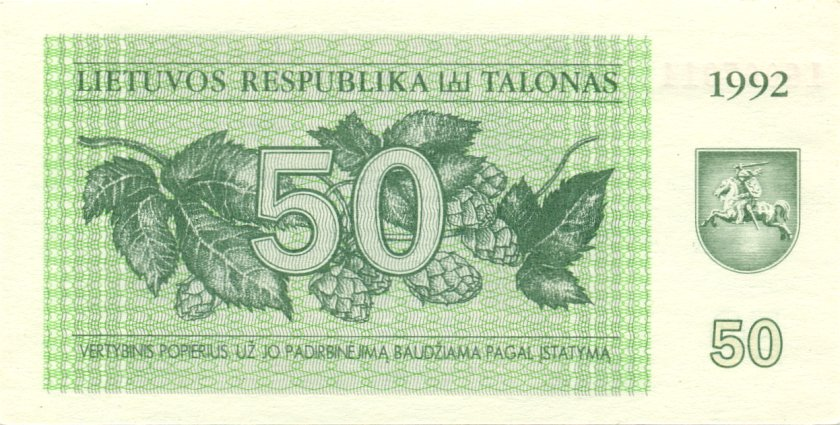
50 talonas
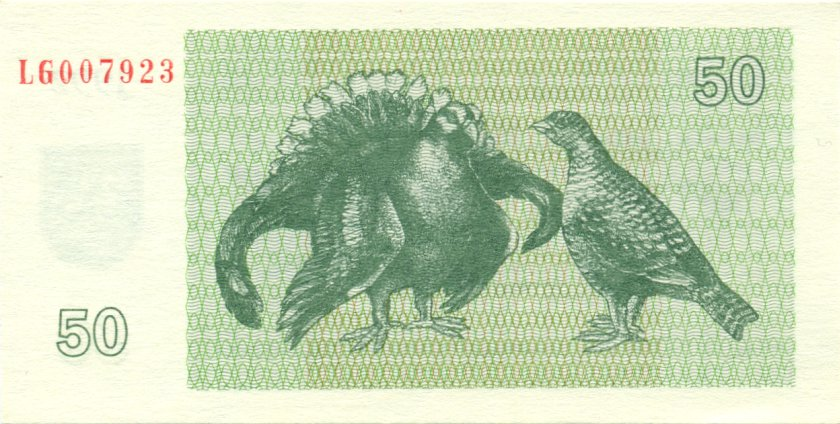
50 talonas
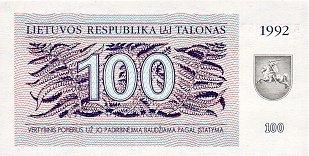
100 talonas
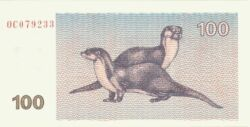
100 talonas
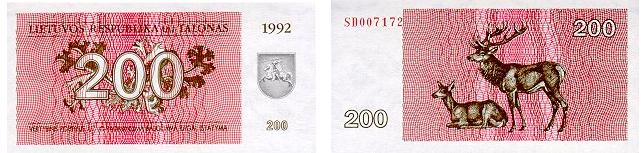
200 talonas
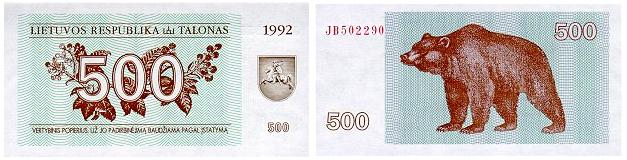
500 talonas

Els bitllets de 200 i 500 talonas van ser tornats a dissenyar el 1993.

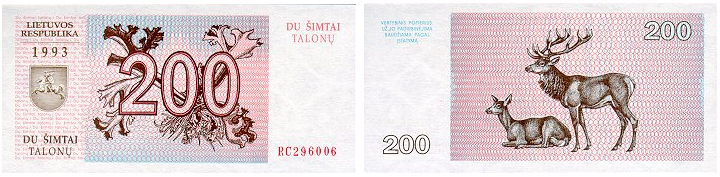
200 talonas
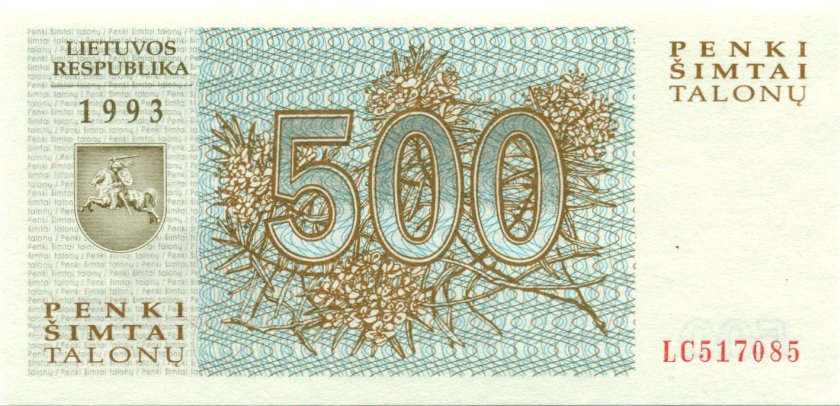
500 talonas
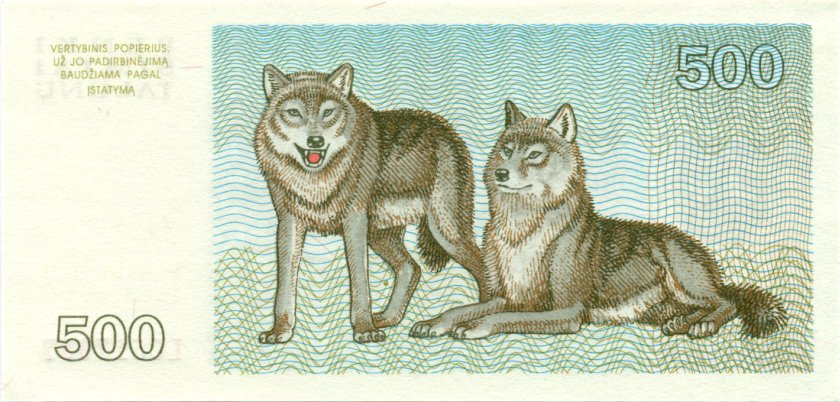
500 talonas